# مجله حقوقی جورج تاون
مجله حقوقی جورج تاون یک مجله علمی پژوهشی دانشجویی است که در مرکز حقوق دانشگاه جورج تاون چاپ شده‌است.

## بررسی اجمالی
مجله حقوقی جورج تاون مقر آن در مرکز حقوقی دانشگاه جورج تاون در واشینگتن دی سی است و از ابتدای تأسیس تاکنون بیش از ۵۰۰ شماره منتشر کرده‌است، و همچنین بررسی سالانه گسترده‌ای از رویه‌های کیفری، راهنمای جامع در مورد مراحل کیفری. این مجله تنها مجله برتر حقوقی است که به‌طور مداوم به موقع منتشر می‌کند. مجله در حال حاضر، و همیشه، توسط دانشجویان رشته حقوق اداره می‌شود.

## تاریخ
جلد ۱، شماره ۱ در نوامبر ۱۹۱۲، تحت نظارت سردبیر یوجین کوئه منتشر شد. در آن زمان، اشتراک سالانه مجله جدید یک دلار هزینه داشت. مقاله اول با عنوان «۱۲۵ سالگی تدوین قانون اساسی ایالات متحده»منتشر شد.